# لیبرتی، شهرستان یاکیما، واشینگتن
لیبرتی (به انگلیسی: Liberty) یک منطقهٔ مسکونی در ایالات متحده آمریکا است که در شهرستان یاکیما، واشینگتن واقع شده‌است. لیبرتی ۲۴۲ متر بالاتر از سطح دریا واقع شده‌است.